# Márta Demeter
Dans le nom hongrois Demeter Márta, le nom de famille précède le prénom, mais cet article utilise l’ordre habituel en français Márta Demeter, où le prénom précède le nom.
 (novembre 2017).
Si vous disposez d'ouvrages ou d'articles de référence ou si vous connaissez des sites web de qualité traitant du thème abordé ici, merci de compléter l'article en donnant les références utiles à sa vérifiabilité et en les liant à la section « Notes et références ».
Márta Demeter, née le 6 mars 1983 à Budapest, est une personnalité politique hongroise, députée à l'Assemblée hongroise. Membre du groupe MSzP jusqu'en janvier 2017, elle siège ensuite comme non-inscrite avant de rejoindre le 1er septembre 2017 le groupe LMP.

## Carrière politique
Le chef du groupe parlementaire du Fidesz, Máté Kocsis, a demandé à la députée LMP Márta Demeter de rendre son mandat pour avoir divulgué des informations classifiées et calomnié des innocents. Lors d'une conférence de presse mercredi, Kocsis a accusé Demeter d'avoir confondu la fille du Premier ministre avec une autre fillette et d'avoir révélé des informations militaires sensibles à des fins politiques, en suggérant que la famille du Premier ministre avait utilisé un avion militaire pour rentrer de Chypre.